# Psychotria polycarpa
Psychotria polycarpa är en måreväxtart som först beskrevs av Friedrich Anton Wilhelm Miquel, och fick sitt nu gällande namn av Joseph Dalton Hooker. Psychotria polycarpa ingår i släktet Psychotria och familjen måreväxter. Inga underarter finns listade i Catalogue of Life.